# Carduus meonanthus
Carduus meonanthus é uma espécie de planta com flor pertencente à família Asteraceae. 
A autoridade científica da espécie é Hoffmanns. & Link, tendo sido publicada em Flore portugaise ou description de toutes les...2: 186. 1820-1834 (1834).

## Portugal
Trata-se de uma espécie presente no território português, nomeadamente os seguintes táxones infraespecíficos:
- Carduus meonanthus subsp. meonanthus - presente em Portugal Continental. Em termos de naturalidade é endémica da Península Ibérica. Não se encontra protegida por legislação portuguesa ou da Comunidade Europeia.